# خوسيه ماريا لافالي
خوسيه ماريا لافالي (بالإسبانية: José María Lavalle)‏ (5 يونيو 1911 – تاريخ الوفاة غير معلوم) لاعب كرة قدم بيروفي راحل كان يجيد اللعب في خط الهجوم .
لعب طوال مسيرته الرياضية في نادي أليانزا ليما . شارك مع منتخب بيرو في بطولة كأس العالم 1930 في الأوروغواي كما شارك في بطولة أمريكا الجنوبية 1927 و 1935 .

## وصلات خارجية
- خوسيه ماريا لافالي على موقع الاتحاد الدولي (مؤرشف)  (الإنجليزية)
- خوسيه ماريا لافالي على موقع قاعدة بيانات كرة القدم.إي يو (الإنجليزية)
- خوسيه ماريا لافالي على موقع ناشيونال فوتبول تيمز (الإنجليزية)
- خوسيه ماريا لافالي على موقع Soccerway.com (الإنجليزية)
- خوسيه ماريا لافالي على موقع عالم كرة القدم.نت (الإنجليزية)

- هذا السيرة الذاتية